# Sahastata nigra
Sahastata nigra är en spindelart som först beskrevs av Simon 1897.  Sahastata nigra ingår i släktet Sahastata och familjen Filistatidae. Inga underarter finns listade i Catalogue of Life.